# Saber Radar

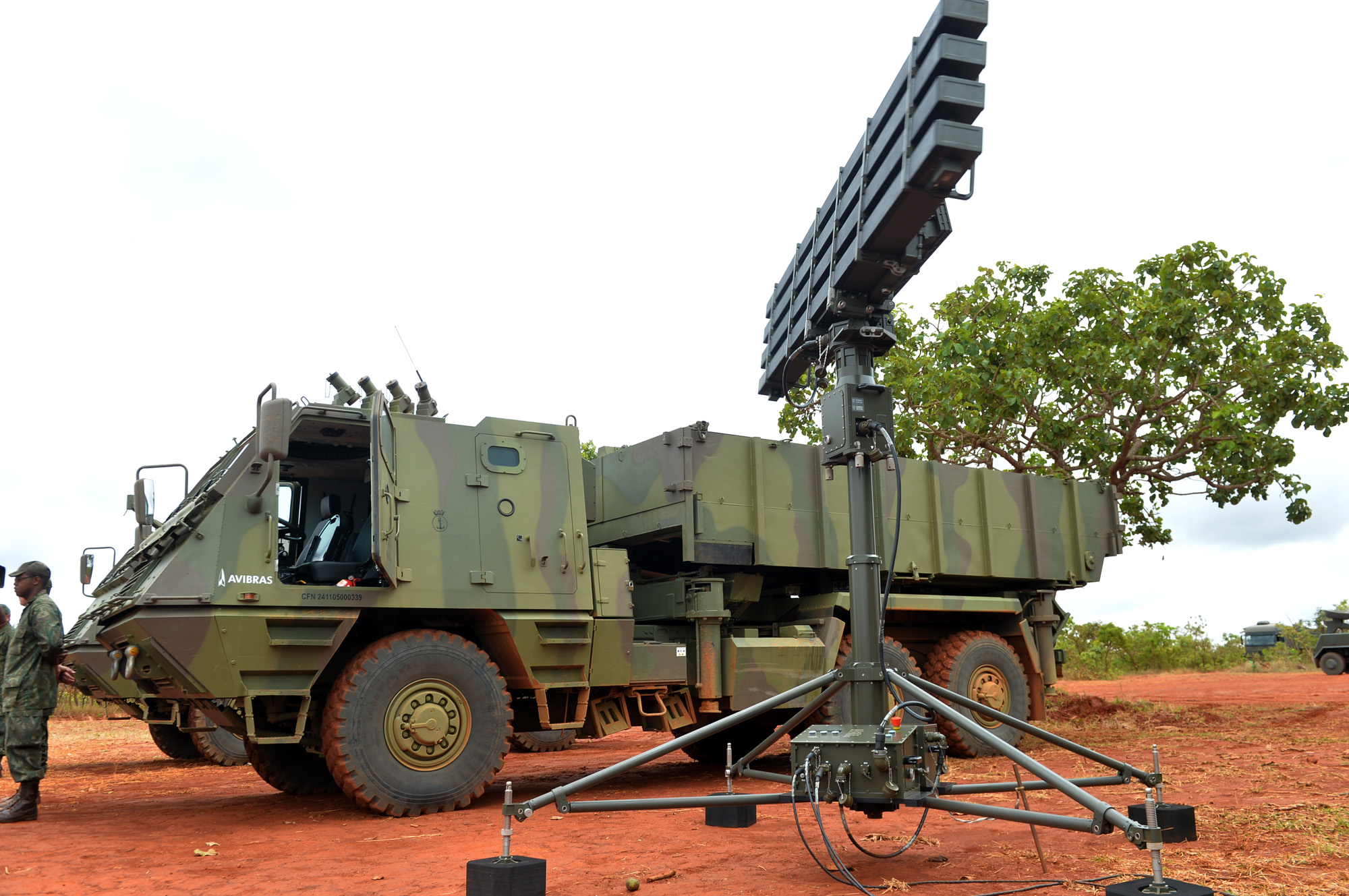
Radar SABER de la Infantería de Marina

SABER M60 y M200 (de Sistema de Acompanhamento de alvos aéreos Baseado em Emissão de Radiofrequência, en portugués) son radares utilizados desde 2012 por el Ejército de Brasil, Fuerza Aérea Brasileña y el Corpo de Fuzileiros Navais (Infantería de Marina).

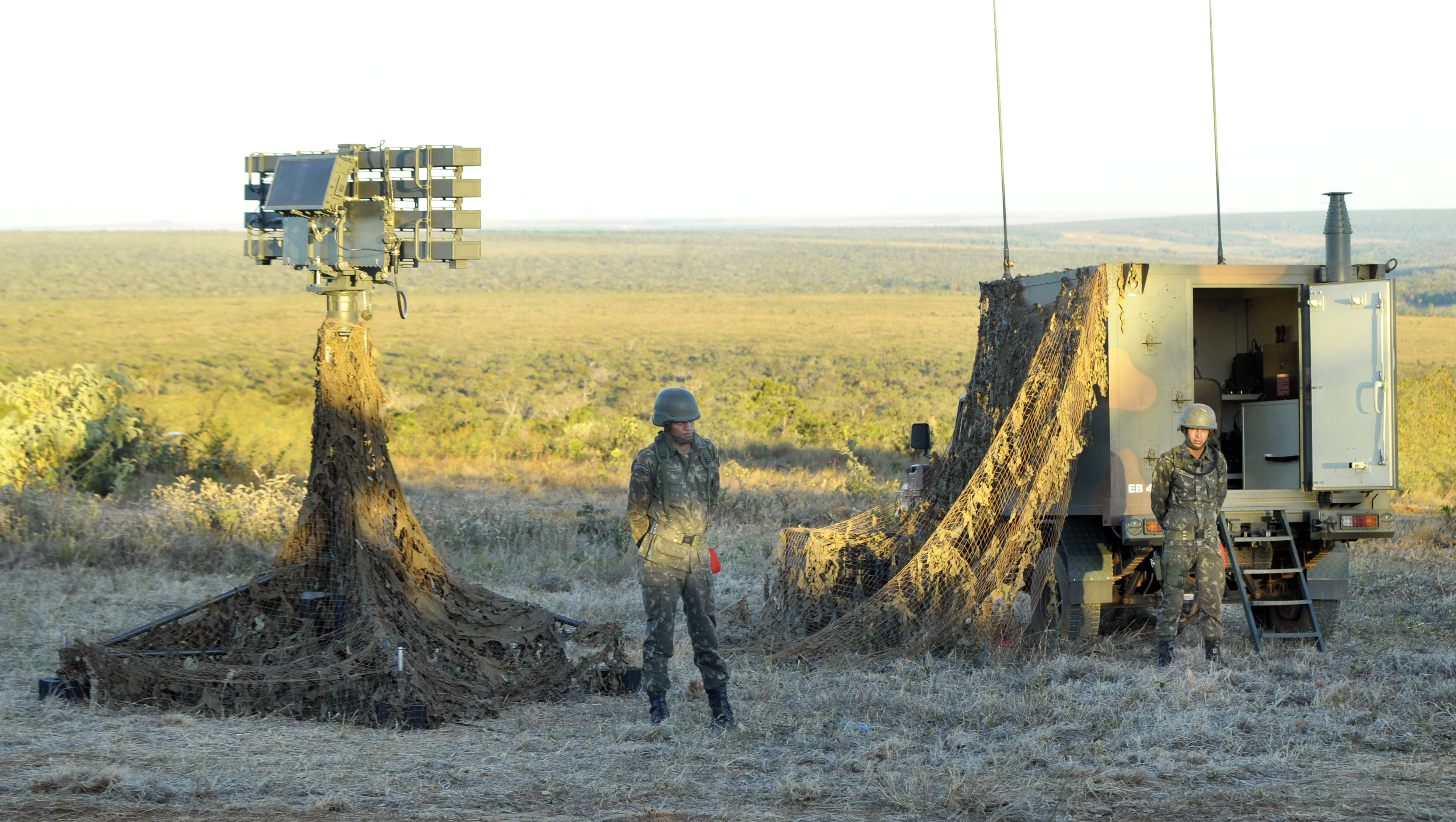
Radar SABER M60 en operación

Se trata de radares digitales, con tecnología Phased Array desarrollados en Brasil por el Centro Tecnológico del Ejército (CTEx) en asociación con la empresa OrbiSat, actualmente es fabricado por Embraer EDS para servir a las unidades de defensa antiaérea brasileñas, también con miras a incrementar la cartera de productos de exportación de sistemas de defensa integrados.
El radar SABER M60 se caracteriza por su moderna tecnología, su movilidad (puede ser ensamblado en 15 minutos por un equipo capacitado) y su transportabilidad almacenado en las cajas de transporte, lo que lo hace ideal para la defensa de instalaciones estratégicas como nuclear, hidroeléctrica , refinería, plantas y en eventos nacionales e internacionales que requieran seguridad. Se utilizó para controlar el espacio aéreo en los grandes eventos organizados por Brasil, como los Juegos Olímpicos de Río de Janeiro.
El M60 detecta objetivos con una altura de techo de 5.000 al 16.000 metros y hasta 60 km en el radar primario y 75 km en el radar secundario (IFF), mientras el M200 tiene alcance de hasta 200km, operados desde posiciones fijas o transportada y operada por camiones con objetivo de proveer movilidad. Tienen capacidad de procesamiento simultáneo de 40 blancos y capaz de clasificar aviones de ala fija, de ala giratoria y drones; para los casos de ala giratoria, también es capaz de identificar el modelo de la aeronave.

## SABER - Versiones

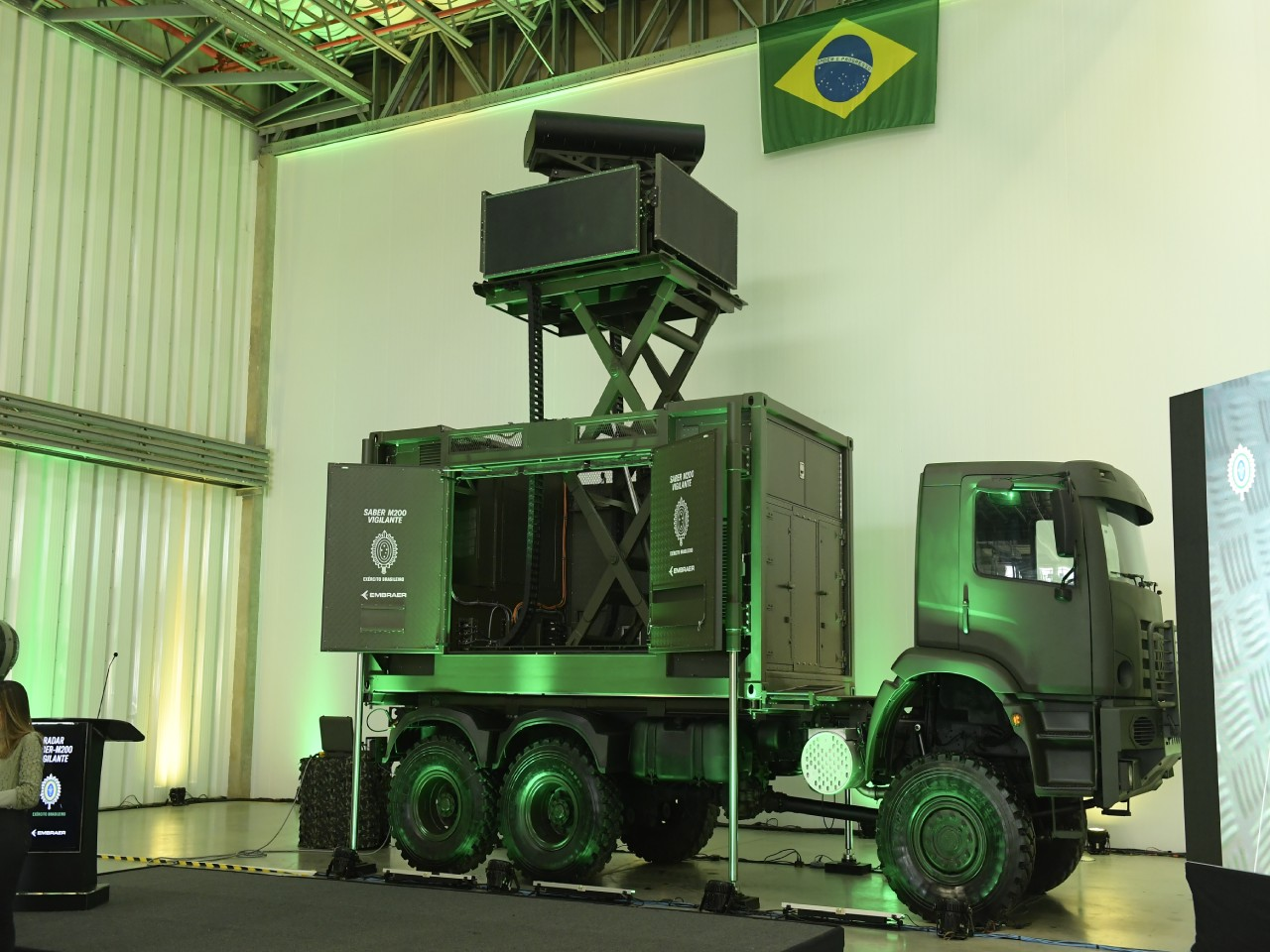
Radar SABER M200 Vigilante

- SABER M60: Radar operativo de búsqueda de blancos aéreos y que funciona como parte de un Centro de Operaciones Antiaéreas. Alcance de 75 km, 800 kg y posibilidad de seleccionar 40 objetivos simultáneamente. Actualmente se encontra en la versión 2.0 siendo entregados al Ejército de Brasil.[5]
  - SABER S60: Diseño del radar secundario utilizado en el radar SABRE M60 (IFF), con un alcance de hasta 80 km.
- SABER M200: Similar al M60, con un alcance de hasta 200 km.
  - SABER M200 Vigilante: Diseño de radar similar con un alcance de 150 km, una versión más ligera del SABER M200, apta para ser transportada u operada por camiones 6x6 con objetivo de proveer las Unidades de Artillería Antiaéreo.
  - SABER S200: Diseño de un radar secundario (IFF) con un alcance de hasta 400 km desde el SABER M200.
  - SABER M200 Multi-Mission: Diseño de radar similar con un alcance de 200 km destinados a integrar sistemas de defensa antiaérea de altura media.

## SENTIR
- SENTIR M20: Radar de vigilancia portátil para detección de objetivos terrestres, como un hombre arrastrándose hasta 1 km, caminando hasta 10 km, vehículos a más de 30 km y aeronaves hasta 34 km, con clasificación automática y seguimiento de hasta 100 objetivos simultáneos en tierra o baja altitud, en uso en el Sistema de Monitoreo Fronterizo (SISFRON). Transportable en tres cargas de unos 20 kg cada, batería de 4 horas de autonomía antes de recarga.[6][7]

## Operadores
Brasil
- Exército Brasileiro
- Fuerza Aérea Brasileña
- Corpo de Fuzileiros Navais

 Mauritania 
Cuantidad no revelada, encomendada en el año de 2020.